# 侯寨街道
侯寨街道是中华人民共和国河南省郑州市二七区下辖的一个乡镇级行政单位。

## 行政区划
侯寨街道下辖以下地区：
侯寨社区、桐树洼社区、麦秸垛沟社区、袁河社区、郭小寨社区、台郭社区、三李社区、全垌社区、东胡垌社区、红花寺社区、樱桃沟社区、曹洼社区、上李河社区、大路西社区、黄龙岗社区、西胡垌社区、八卦庙社区、上闫垌社区、尖岗村、罗沟村、盆刘村、张李垌村、刘庄村、铁三官庙村、郭家咀村、荆砦村、大田垌村和南岗刘村。